# 東壁樓集
《東壁樓集》是延平王鄭經於1664年－1674年此期間所著的古典詩集。鄭經在位時，築有潛苑（Tsiâm-uán），自號潛苑主人。其中又有東壁樓（Tang-piah-lâu）之設，因此取名為《東壁樓集》。
原書藏於日本內閣文庫（編列番號：漢書16875，函號16-5），影本可見於日本京都大學人文科學研究所、美國普林斯頓大學葛斯德圖書館、臺灣國家圖書館漢學研究中心、臺灣中央研究院傅斯年圖書館:212。

## 出處及內容考證
《東壁樓集》由明史研究者朱鴻林所考證確認，他在1994年發表〈鄭經的詩集和詩歌〉，藉由書中〈自序〉的生平簡述及最後的署名「式天氏」篆刻，確認作者為鄭經。並由此佐證「潛苑主人」是鄭經的別號之一:213-214。
朱鴻林等學者認可此為鄭經於1674年6月西征初捷時在泉州的首刊本:214。惟臺灣文史研究者楊永智認為，鄭經軍中有刻工，且也曾出版《大明中興大統曆》，相對於戎馬倥傯的泉州，應該還是在臺灣出版更為可能:24。

## 內容及評價
《東壁樓集》主要抒發「西方美人之思」，並寓含憂國、思君之意。全集共八卷，約480首詩作，計有五言古詩88首、七言古詩60首、五言律詩104首、七言律詩89首、五言排律41首、七言排律21首、五言絕句24首、七言絕句53首。每卷以創作時間先後排序。:212:105-106
詩歌以律、古占大宗，從題材來看，抒情、寫景較多，征戰、詠物次之:50；數量較諸當時其他東寧作家為多，甚至超過沈光文相關詩作。其次，詩集言情寫志，充分流露鄭經在台時的所思所想，有助後人掌握其歷史事蹟與功績外的情性面向。 其內容主要抒發「西方美人之思」，並寓含憂國、思君之意。全集共八卷，約480首詩作，詩歌數量較諸當時其他東寧作家為多，甚至超過沈光文相關詩作。其次，詩集言情寫志，充分流露鄭經在台時的所思所想，有助後人掌握其歷史事蹟與功績外的情性面向。《東壁樓集》是第一部全然以台灣為背景和題材的著作，:49彭國棟評鄭經的詩作說：「語有思致，非僅存六朝形骸者。聞其嗣位後，頗事吟詠，而集中所收僅如此，知其遺落尚多也。」龔顯宗則認為說：「其詩秀爽俊逸，淡雅有味，部分作品氣格雄放，雖然學唐，卻更富晉人風味。在君王作家中不太說門面話、謊話，較能流露個性與真情。:50